# Jean-Luc Romero
Jean-Luc Romero (sinh ngày 30 tháng 6 năm 1959) là một chính khách, nhà văn và nhà lãnh đạo NGO của Pháp.

## Tiểu sử
Jean-Luc Romero được sinh ra ở Béthune ở vùng Pas-de-Calais (Pháp) vào ngày 30 tháng 6 năm 1959. Cha ông là người Tây Ban Nha và mẹ là người Pháp gốc Tây Ban Nha.
Ông có nhiều hoạt động trong lĩnh vực chính trị cũng như trong thế giới của các tổ chức phi lợi nhuận. Tất cả họ đều nhắm đến một và cùng một mục tiêu: con người.
Ông là chính khách người Pháp đầu tiên và duy nhất tiết lộ mình bị nhiễm HIV vào tháng 5 năm 2002 trong một cuốn sách có tên Virus de Vie (Cuộc sống virus).

## Sự nghiệp chính trị
Vào tháng 5 năm 2002, Jean-Luc Romero trở thành chính khách đầu tiên của Pháp tiết lộ bị AIDS.
Ông là cựu Bộ trưởng UMP quốc gia về AIDS. Ông gia nhập Đảng Xã hội vào tháng 12 năm 2009 and was elected with Anne Hidalgo in Jean-Paul Huchon's campaign.
Ông là ủy viên hội đồng khu vực của vùng Ile-de- France (có quan hệ chặt chẽ với đảng xã hội chủ nghĩa) từ năm 1998.
Ông là phó thị trưởng Paris thứ 12 phụ trách văn hóa và du lịch kể từ tháng 5 năm 2014.

## Sách
- Ma mort m'appartient - 100% des Français vont mourir, les politiques le savent-ils (My death belongs to me - 100% of French people are going to die. Do politicians know it?)Editions Michalon, avril 2015
- Monsieur le président, laissez-nous mourir dans la dignité!, Jean-Claude Gawsewitch Editeur, septembre 2013
- Homo Politicus: Politique et homosexualité de 1960 à nos jours, Paris, Éditions Florent-Massot, 2011. Ré-édité en 2012 aux éditions Gaies et Lesbiennes-La Cerisaie
- Les voleurs de liberté: une loi de liberté sur la fin de vie pour tous les Français ! - Éditions Florent-Massot, septembre 2009
- La Nuit des petits couteaux: qui gagnera la bataille de Paris ? - Jean-Claude Gawsewitch Éditeur, février 2006
- Je n'ai jamais connu Amsterdam au printemps, Ramsay, septembre 2004
- Contribution à Addictions et toxicomanie, éditions Frison Roche, septembre 2004
- Lettre à une droite maladroite, Ramsay, mars 2003
- Virus de vie, Éditions Florent-Massot, Présente, mai 2002
- On m'a volé ma vérité, Le Seuil, juin 2001